# خواص المادة (ديناميكا حرارية)

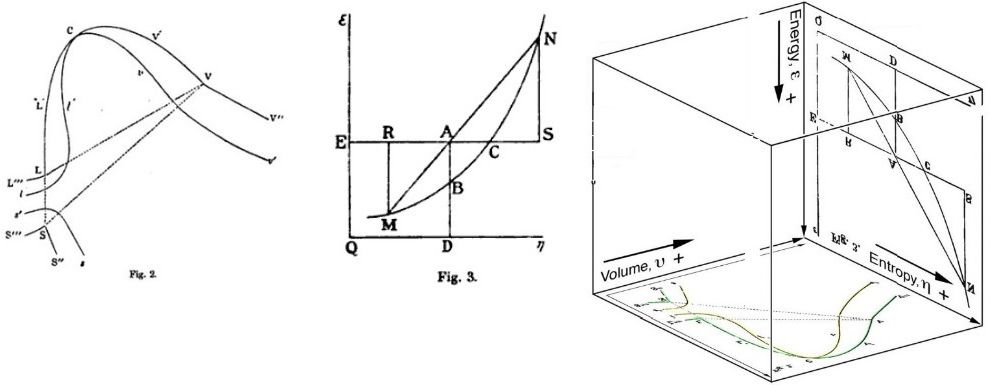
سطح مكسويل الديناميكي الحراري.

خواص المادة في الكيمياء والهندسة الميكانيكية (بالإنجليزية: properties of materials) هي خواص نوعية تختص بمادة معينة، مثل الحرارة النوعية وقابلية الانضغاط. مثل تلك الخواص تسمى في علم الحركة الحرارية (الترموديناميكا) خاصية مكثفة. وكل منها يشتق بإجراء التفاضل مرتين لأحد الكمونات الترموديناميكية للمادة. والأمثلة الآتية تبين أمثلة للمشتقة الأولى لنظام (الخواص التي تهم هنا تتعلق بخواص الغازات التي تجد تطبيقات كثيرة في الآلة البخارية ومحرك الاحتراق الداخلي والتوربين البخاري):
- قابلية انضغاط (أو معكوسها معامل الحجم)
  - قابلية انضعاط عند درجة حرارة ثابتة:

{\displaystyle \beta _{T}=-{\frac {1}{V}}\left({\frac {\partial V}{\partial P}}\right)_{T}\quad =-{\frac {1}{V}}\,{\frac {\partial ^{2}G}{\partial P^{2}}}}
- - قابلية انضغاط عند اعتلاج ثابت (إنتروبيا ثابتة):

{\displaystyle \beta _{S}=-{\frac {1}{V}}\left({\frac {\partial V}{\partial P}}\right)_{S}\quad =-{\frac {1}{V}}\,{\frac {\partial ^{2}H}{\partial P^{2}}}}
- الحرارة النوعية (مع ملاحظة أن قرينتها المسماة سعة حرارية هي خاصيتها الشمولية:
  - الحرارة النوعية تحت ضغط ثابت

{\displaystyle c_{P}={\frac {T}{N}}\left({\frac {\partial S}{\partial T}}\right)_{P}\quad =-{\frac {T}{N}}\,{\frac {\partial ^{2}G}{\partial T^{2}}}}
- - الحرارة النوعية عند ثبات الحجم

{\displaystyle c_{V}={\frac {T}{N}}\left({\frac {\partial S}{\partial T}}\right)_{V}\quad =-{\frac {T}{N}}\,{\frac {\partial ^{2}A}{\partial T^{2}}}}
- معامل تمدد حراري

{\displaystyle \alpha ={\frac {1}{V}}\left({\frac {\partial V}{\partial T}}\right)_{P}\quad ={\frac {1}{V}}\,{\frac {\partial ^{2}G}{\partial P\partial T}}}
حيث:
P  الضغط،
V  الحجم،
T  درجة الحرارة،
S  الإنتروبيا،
N  عدد الجسيمات.
إذا كان النظام مكون من مادة واحدة فيمكننا عن طريق حساب ثلاثة «مشتقات ثانية» الحصول على جميع الخواص الأخرى، وبالتالي نحتاج لمعرفة ثلاثة خصائص فقط للمادة لاستنتاج باقي الخواص. وبالنسبة إلى نظام مكون من مادة واحدة تكون الثلاثة كميات «قياسية» هي: قابلية الانضغاط عند درجة حرارة ثابتة
{\displaystyle \beta _{T}}, والحرارة النوعية عند ضغط ثابت {\displaystyle c_{P}}, ومعامل التمدد الحراري {\displaystyle \alpha }.
وعلى سبيل المثال، تنطبق العلاقات التالية:
{\displaystyle c_{P}=c_{V}+{\frac {TV\alpha ^{2}}{N\beta _{T}}}}
{\displaystyle \beta _{T}=\beta _{S}+{\frac {TV\alpha ^{2}}{Nc_{P}}}}
تلك الثلاثة خواص «القياسية» هي في الواقع ثلاثة مشتقات ثانية ل طاقة غيبس الحرة بالنسبة إلى درجة الحرارة والضغط.

## اقرأ أيضا
| - معادلات بريدجمان - معادلة كلابيرون - توازن ترموديناميكي - سعة حرارية - عمل (ترموديناميك) - قوانين الديناميكا الحرارية - معادلات دينامية حرارية - مقاومة التلامس الحراري - معادلة جيبس الأساسية | - كفاءة حرارية - دورة كارنو - دورة رانكن - نظام حركة حرارية - مخطط درجة الحرارة والإنتروبي - مخطط الضغط والحجم - كمون دينامي حراري - قواعد بيانات ترموديناميكية للمواد النقية - محركات الحرارة الكمومية |